# Andrea Grillo
Andrea Grillo (* 28. August 1961 in Savona) ist ein italienischer römisch-katholischer Theologe und Professor für Liturgiewissenschaft.

## Leben
Er besuchte das Liceo Classico G. Chiabrera in Savona, wo er 1980 die Maturità erhielt. Seit 1994 unterrichtet er Theologie der Sakramente und Religionsphilosophie in Rom an der Pontificio Ateneo Sant’Anselmo und Liturgie in Padua in der Abtei Santa Giustina.

## Schriften (Auswahl)
- Guida laica per tornare a Messa. Dal precetto alla libertà. Cinisello Balsamo 1997, ISBN 882153586X.
- Teologia fondamentale e liturgia. Il rapporto tra immediatezza e mediazione nella riflessione teologica. Padua 1998, ISBN 88-250-0218-1.
- Tempo e preghiera. Dialoghi e monologhi sul segreto della liturgia delle ore. Bologna 2001, ISBN 8810411188.
- Introduzione alla teologia liturgica. Approccio teorico alla liturgia e ai sacramenti cristiani. Padua 2011, ISBN 882502696X.